# Henry Ward Ranger

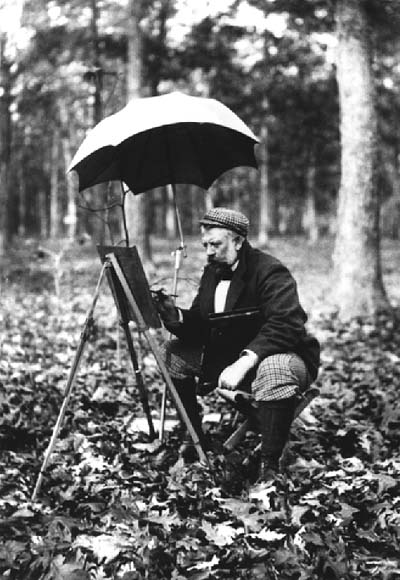
Henry Ward Ranger aan het werk

Henry Ward Ranger (Siracusa, 29 januari 1858 - New York, 7 november 1916) was een Amerikaans kunstschilder. Hij maakte vooral landschappen, maar ook stads- en zeegezichten. Zijn stijl werd beïnvloed door het impressionisme. Later behoorde hij tot de grondleggers van het tonalisme. In de jaren 1880 werkte hij enige jaren in Nederland en maakte hij deel uit van de kunstenaarskolonie te Laren.

## Leven en werk
Ranger was de zoon van een fotograaf en studeerde kunst aan de Universiteit van Syracuse. In 1878 vestigde hij zich in New York. Via de kunsthandel maakte hij kennis met werk van de School van Barbizon, waar hij erg van onder de indruk was. Het deed hem besluiten naar Europa te vertrekken, waar hij zich na een kort verblijf in Parijs in 1883 vestigde in het Hollandse Laren. Daar zou hij tot 1888 werken met schilders van de Haagse School, waaronder Jozef Israëls, Anton Mauve en Willem Maris. Hij schilderde er vooral landschappen, 'en plein air',  in een door de Barbizon-schilders en het impressionisme beïnvloedde stijl. Zijn werk was erg gewild bij Nederlandse kunsthandelaren. In 1887 exposeerde hij in de Parijse salon.
In 1888 keerde Ranger terug naar New York, waar hij een studio opende. Hij groeide er uit tot een van de grondleggers van het tonalisme, een variant van het impressionisme met veel nadruk op atmosferische elementen. In 1899 behoorde hij tot de oprichters van de Kunstkolonie van Old Lyme, waar zich korte tijd later ook Childe Hassam bij aansloot. De kunstkolonie zou een van de bekendste in de Verenigde Staten worden.
Ranger trad ook op als kunsthandelaar en was als zodanig ook zakelijk succesvol. Hij deed aan het einde van zijn leven een grote schenking aan de National Academy of Design, waarmee voor Amerikaanse musea belangrijke kunstwerken werden verworven. Hij overleed in 1916, 58 jaar oud. Zijn werk is onder andere te zien in het Metropolitan Museum of Art in New York en de National Gallery of Art in Washington D.C..

## Galerij

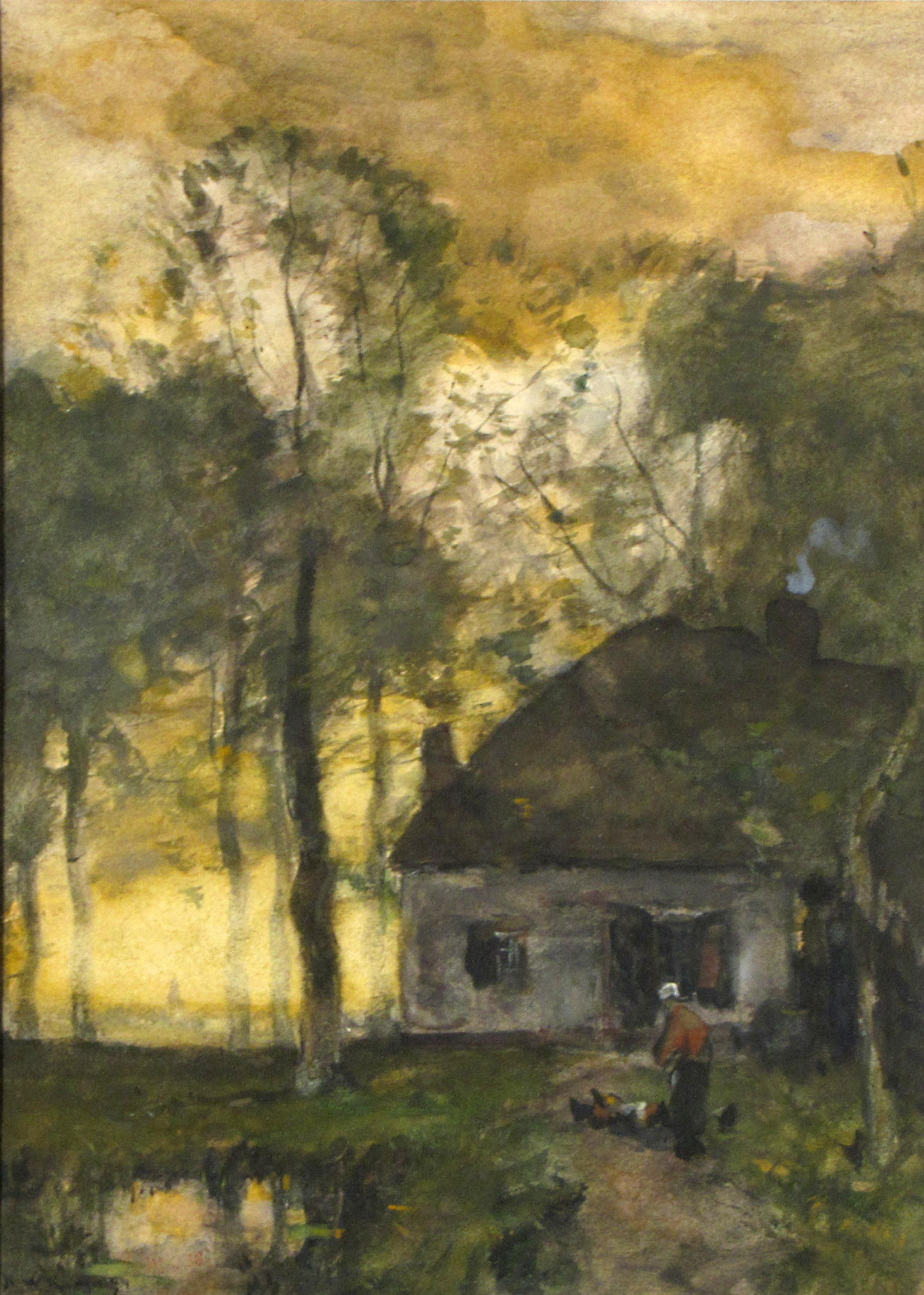
Farm scene at Dawn
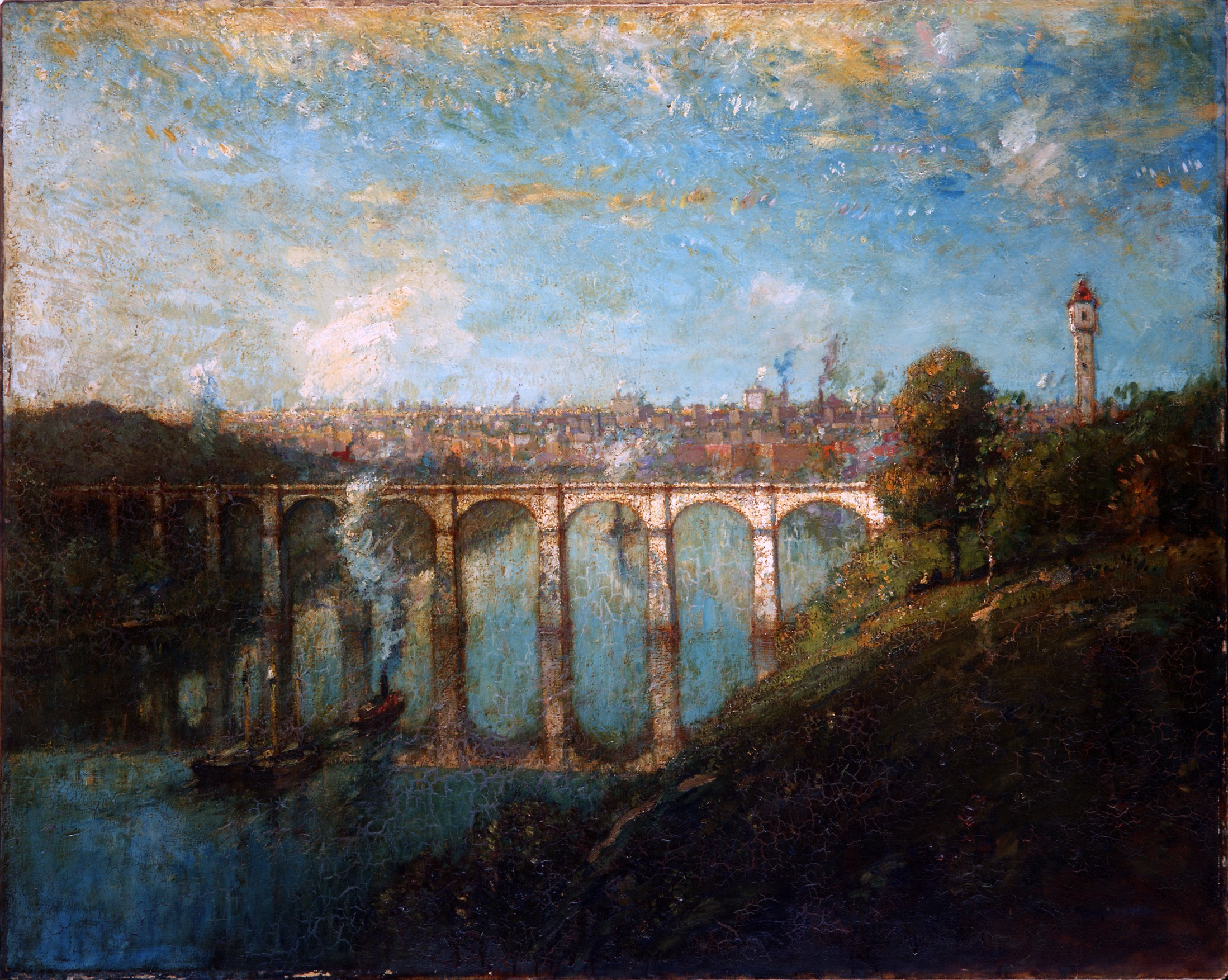
High Bridge, New York
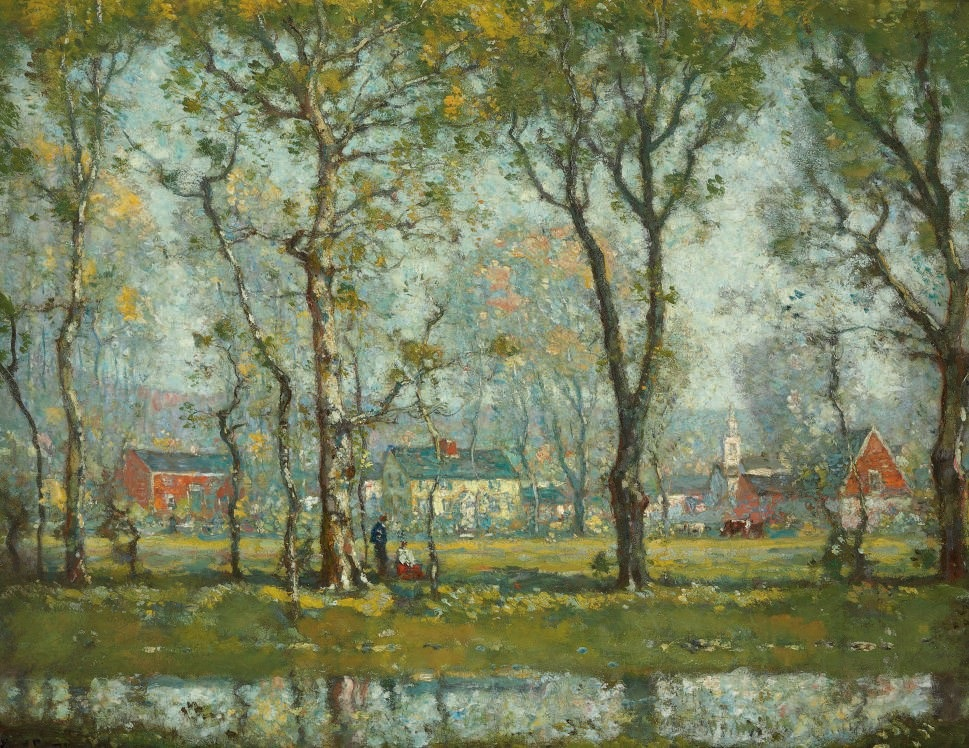
New England Village
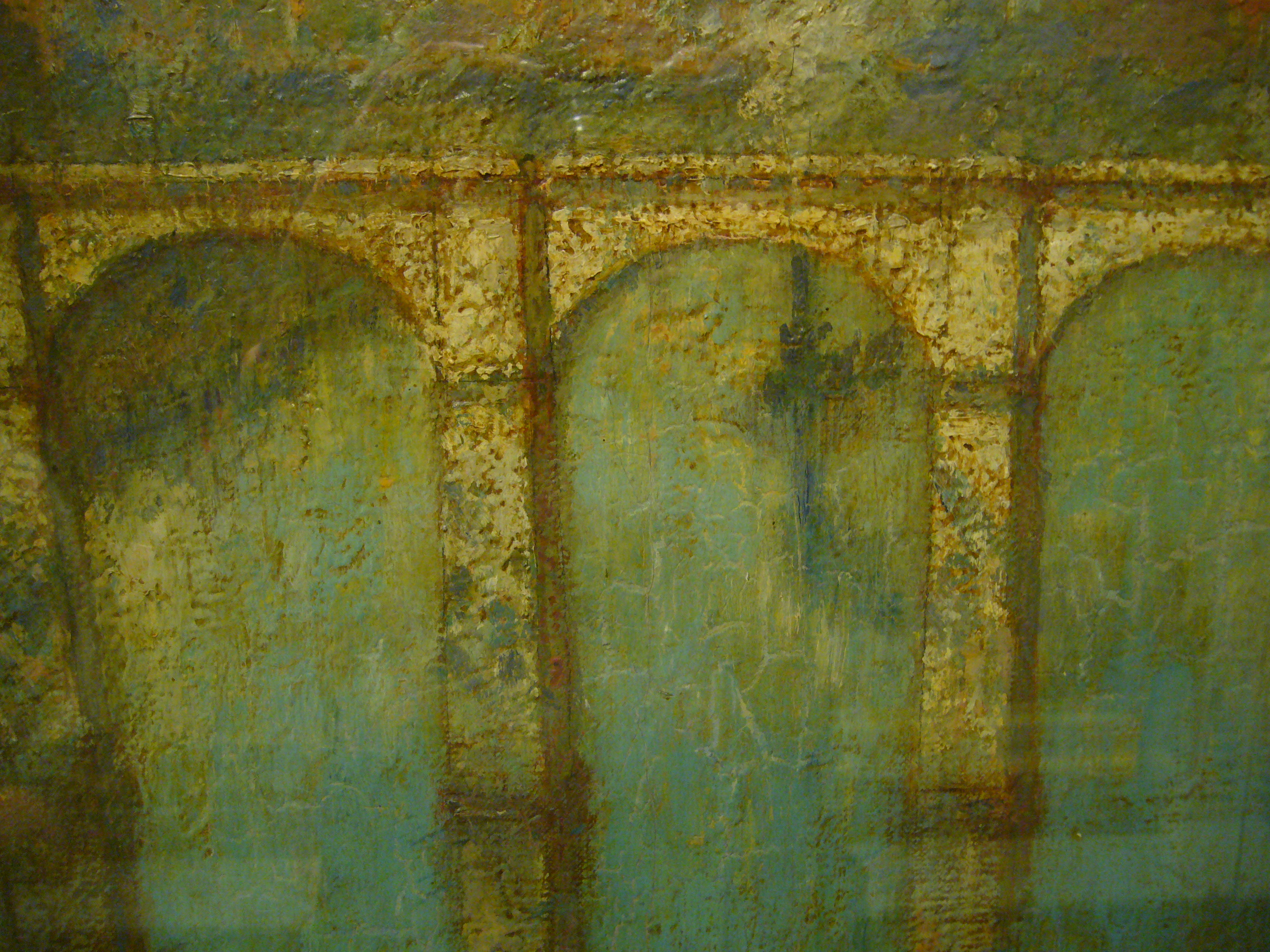
High Bridge
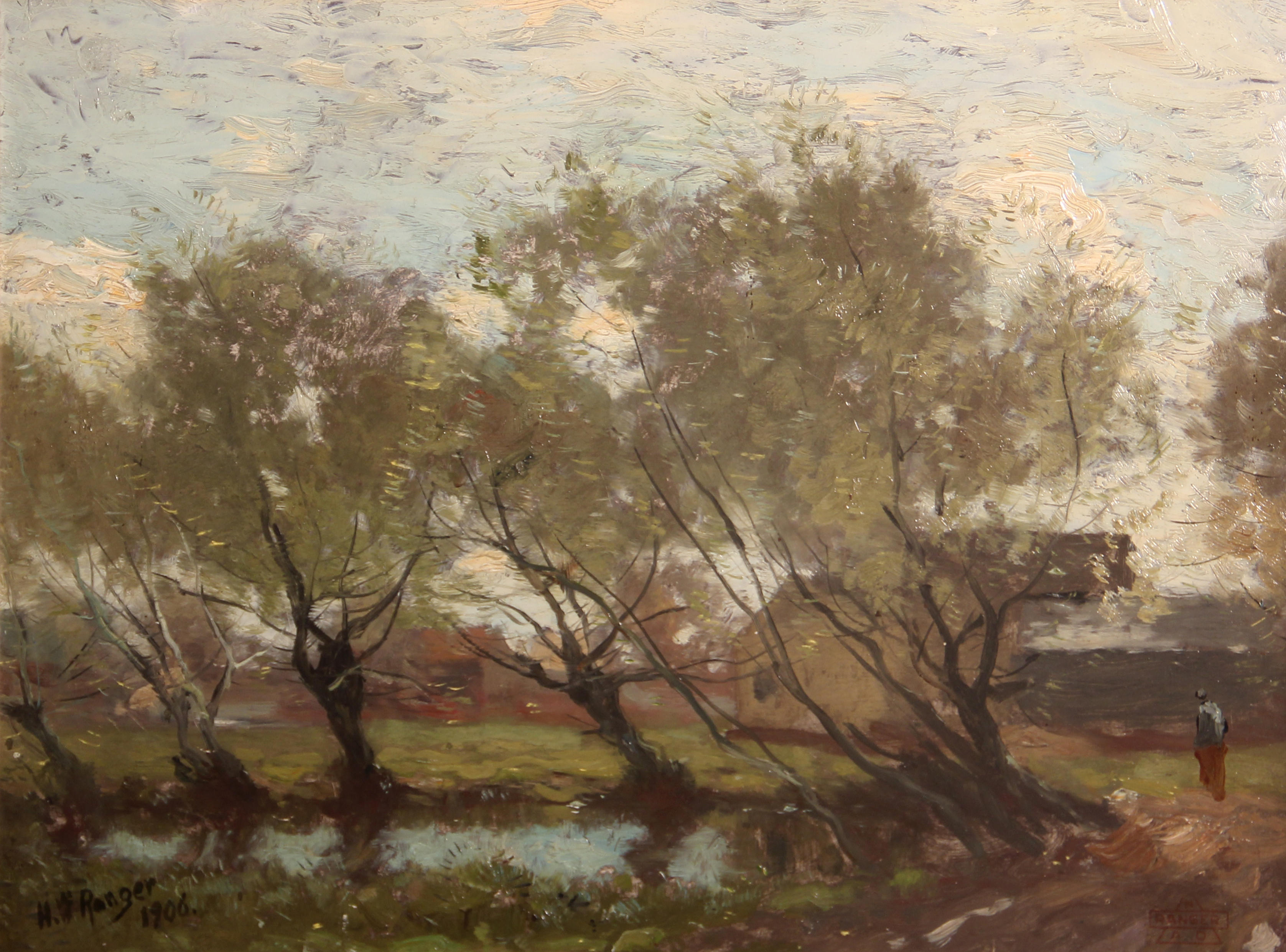
Trees along a pool

## "Hollandse werken"

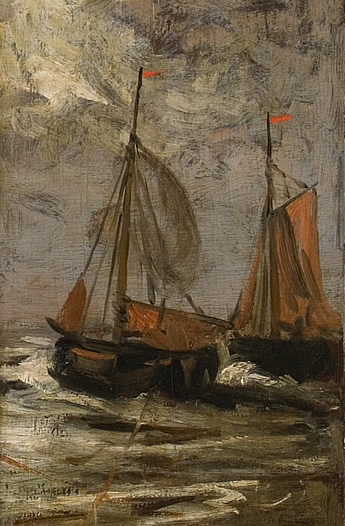
Dutch Fishing Boats, deel van deurpaneel
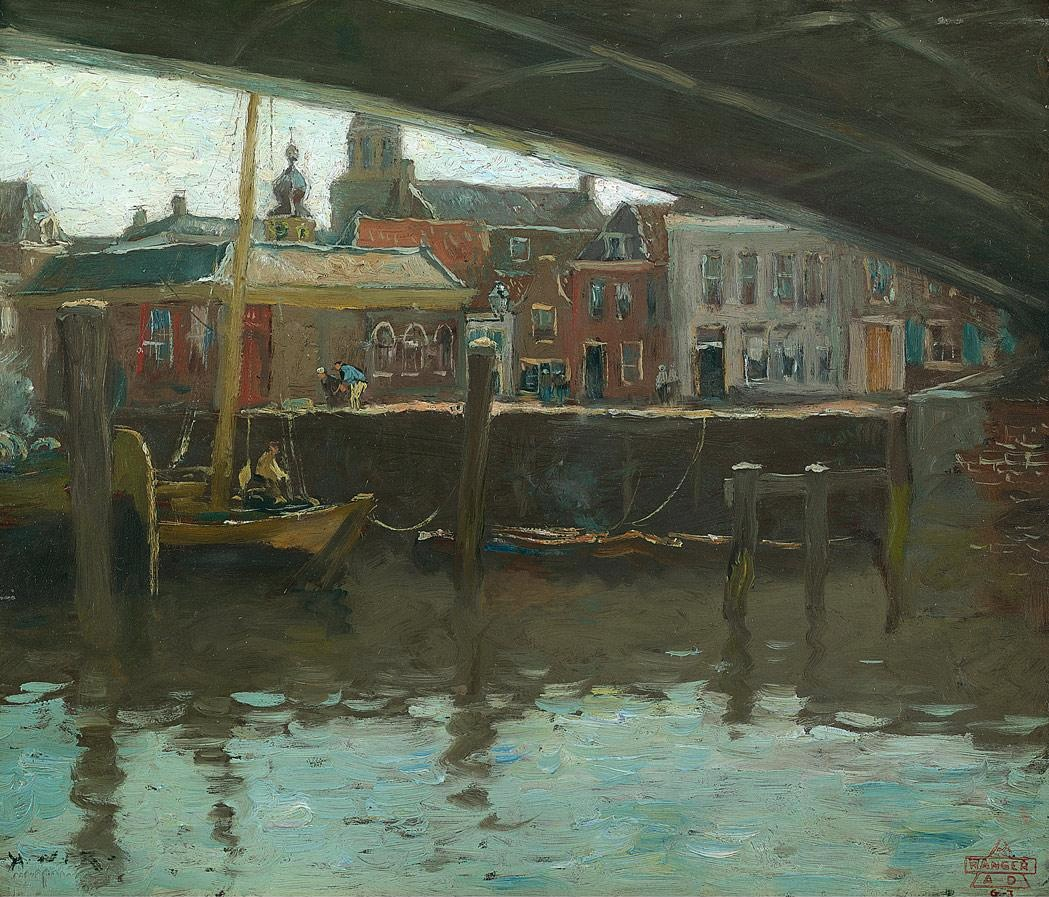
Underneath the Bridge, Amsterdam
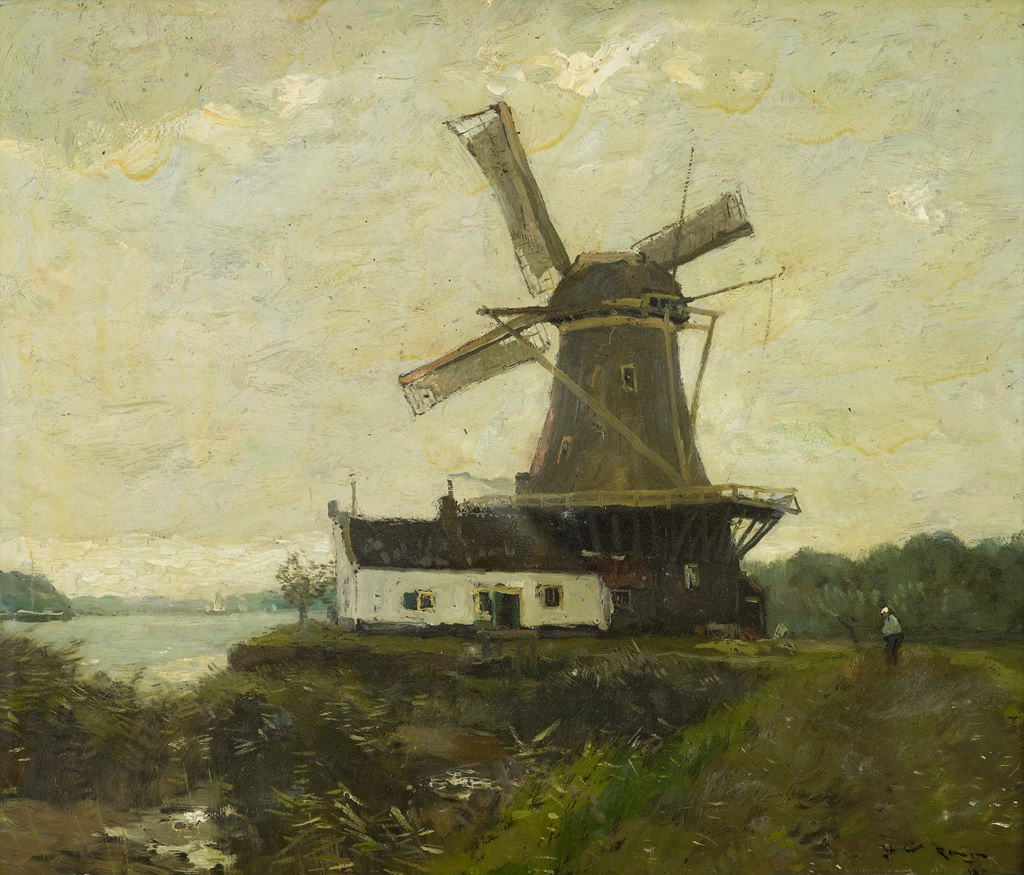
The Windmill, Holland
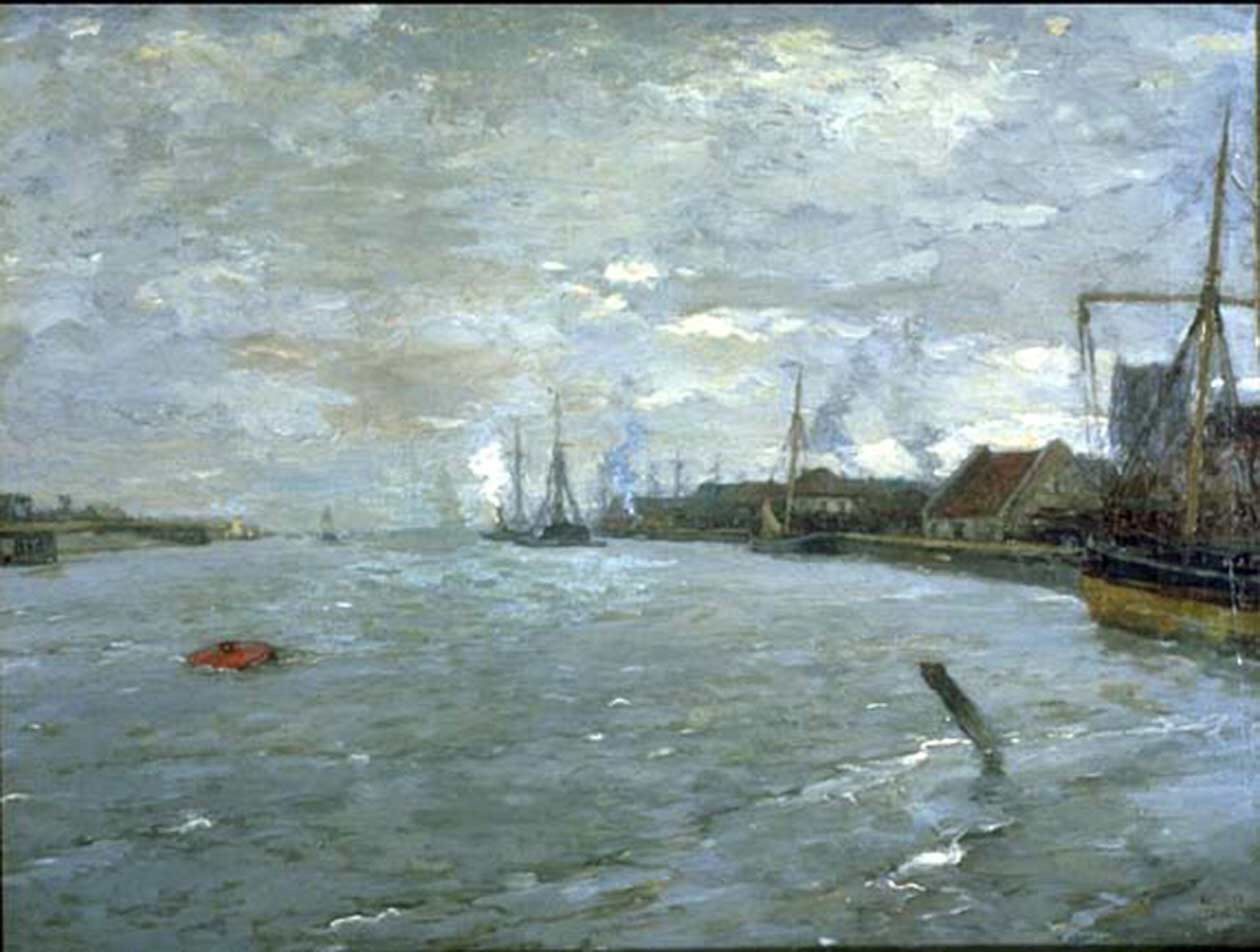
Dutch Harbour
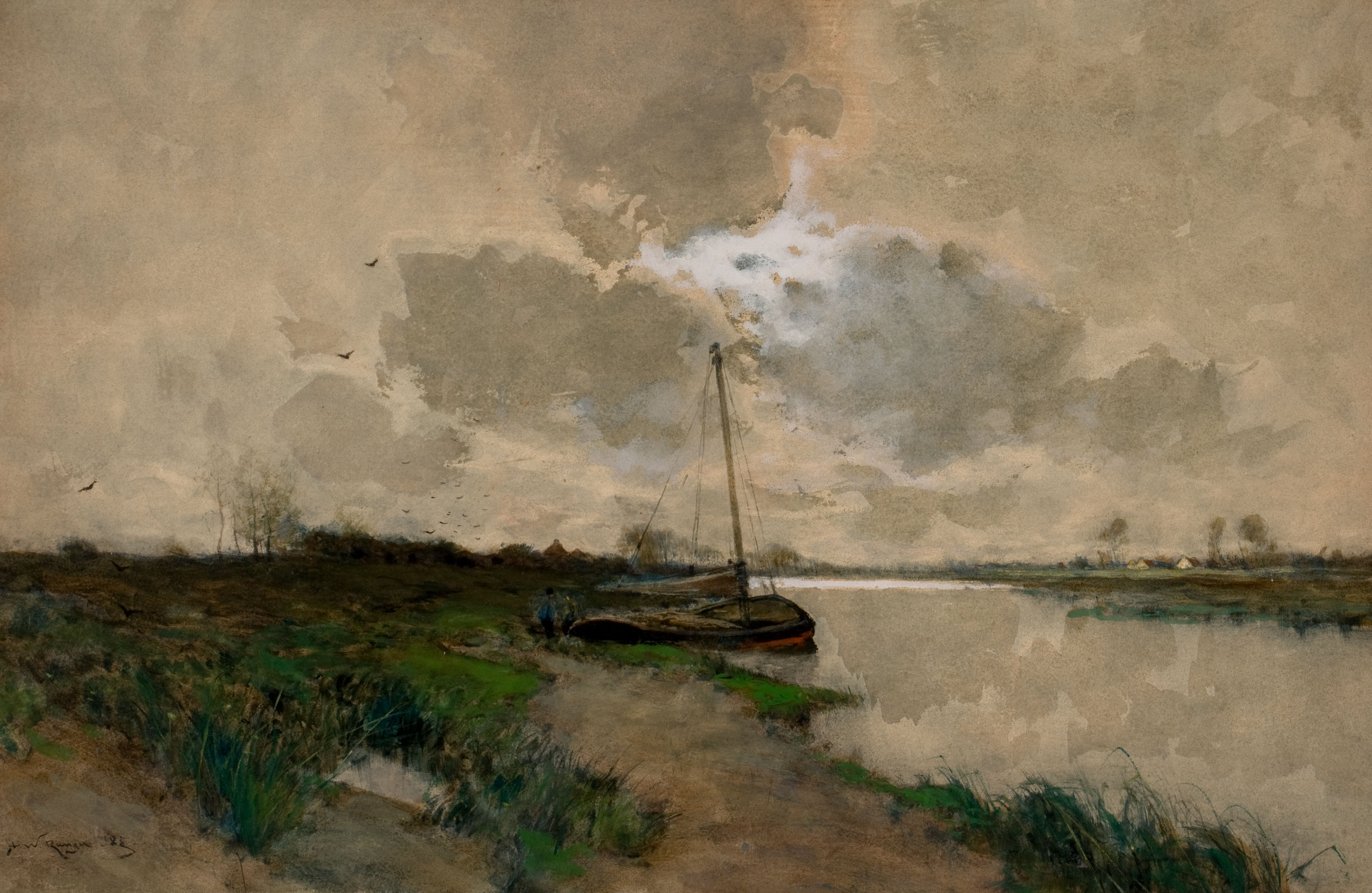
On the Scheldt